# پودبردی
پودبردی (به چکی: Podbrdy) یک منطقهٔ مسکونی در جمهوری چک است که در ناحیه بروون واقع شده‌است.